# 花火音頭
「花火音頭」（はなびおんど）は、2006年11月29日に ビクターより発売された橋幸夫の172枚目のシングルで、12cmCD（VICL-36196）とカセットテープ版（VISL-30613）で発売された。

## 概要
- 作詞は荒木とよひさで、作曲は橋自身である。荒木とは、橋がビクター復帰後にリリースした股旅ものの「面影渡り鳥」で初共演して以来で10年振りとなる。作曲の橋は、初期には風間史朗名義を、この頃は勅使原煌名義を使用していたが、本作では橋幸夫名義を使用している。
- 前年の2005年は、橋のデビュー45周年にあたっており、これを記念して「盆ダンス」を発表するなど、この頃の橋は、「祭の復権」として音頭もの（踊り唄）に力を入れており、本作もその流れを引き継いでいる。橋自身は、「祭りの復興を願い、祭りと踊りを合わせた『盆ダンス』のPART2的なもの」[2]としている。
- 楽曲制作は、兄弟弟子で橋の楽曲の振付を担っている花柳糸之が、『盆ダンス』の次の曲として「花火の歌がいい......花火大会は全国でやっているけど、歌がない」と提案した[2]ことがきっかけとなった。合わせて、熟年チームで作ろうといことになり、作詞荒木、作曲橋、編曲はレコード大賞編曲賞を受賞している池多孝春、振付花柳で決定した[2]。
- このためクレジットで橋に企画・歌唱、花柳にも企画・振付と企画が付されている[3]。また歌詞カードには、花柳による振付けが分解写真で掲載されている。
- 発売が11月になったことについては、橋のその年12月の舞台公演（新歌舞伎座）第2部歌謡ステージに組み入れることが決まったためとしている[4]。
- c/w曲は3曲で、「炭坑節」と「東京音頭」「燃えろ日本の夏まつり」、東京音頭は1964年の三沢あけみとのでデュエット版ではなく、ソロで新録したものである。同じく「燃えろ日本の夏まつり」も「燃えろ水戸の夏まつり」の歌詞を手直しして新録されている。

## 収録曲
1. 花火音頭
作詞：荒木とよひさ、作曲：橋幸夫、編曲：池多孝春
2. 炭坑節
福岡県民謡、編曲：池多孝春
3. 東京音頭
作詞：西条八十、作曲：中山晋平、編曲：池多孝春
4. 燃えろ日本の夏まつり
作詞：長山たかのり、作曲：勅使原煌、編曲：松井忠重

## 収録アルバム
- 『橋幸夫ベスト～踊り唄～』（2008年11月19日）VICL-63156
- 『ビクター最新歌謡ヒット』（2007年9月21日）  VICL-62580